# Ярослав Чемеринський
о. Ярослав-Антоній Чемеринський (22 червня 1904, Товсте — 19 червня 1941, Львів) — священник УГКЦ, один із провідних діячів ОУН, фінансовий референт Крайової ОУН, жертва радянських репресій. Слуга Божий.

## Біографія
Ярослав-Антоній Чемеринський народився 22 червня 1904 року в с. Товсте Скалатського повіту (нині Гусятинський район Тернопільської області) в сім'ї Миколи Чемеринського, директора народної школи в Товстім і його дружини Анни з дому Чорна. Навчався в народній школі в рідному селі і Тернопільській українській гімназії (іспит зрілості склав 7 червня 1923 року). 25 жовтня 1923 року розпочав навчання у Львівській духовній семінарії. На четвертому році богословських студій 31 жовтня 1926 року отримав священичі свячення з рук єпископа Йосифа Боцяна.
У 1925—1927 роках був префектом Малої семінарії св. Йосафата у Львові. Від 11 липня 1927 року до 3 грудня 1928 року — сотрудник парафії в селі Вербилівці Рогатинського деканату, а з 3 грудня 1928 до 1 жовтня 1929 року — адміністратор у Вербилівцях. Від 2 грудня 1929 року був сотрудником у церкві святих апостолів Петра і Павла у Львові.
Як член і скарбник Крайової управи ОУН у 1931 (квітень-липень) і 1932 (березень-червень) роках (у періоди арешту фактичних провідників Степана Охримовича та Івана Габрусевича) виконував функції Крайового провідника ОУН. Виконуючи в заступстві відповідальні обов'язки Крайового провідника о. Я. Чемеринський ніякої бойової діяльності не ініціював, ані не керував жодними бойовими діями, започаткованими раніше. Його роль обмежувалась на втриманні організаційних зв'язків, пов'язання тих, що були розірвані внаслідок масових ув'язнень, кольпортажу підпільної літератури й на опіці над політичними в'язнями, що її організувала мережа ОУН.
Навесні 1940 року, під час масових арештів, він утікав на Захід, але внаслідок зради був схоплений НКВДистами за Перемишлем і вкинутий у тюрму на вул. Замарстинівській. У червні 1941 року страчений у тюрмі на Лонцького.

### Беатифікаційний процес
Від 2001 року триває беатифікаційний процес прилучення о. Ярослава Чемеринського до лику блаженних.